# Dominicaanse Republiek op de Olympische Zomerspelen 2024
Dominicaanse Republiek nam deel aan de Olympische Zomerspelen 2024 in Parijs, Frankrijk.

## Medailleoverzicht
| Medaille | Naam              | Sport    | Onderdeel                | Datum           |
| -------- | ----------------- | -------- | ------------------------ | --------------- |
| Goud     | Marileidy Paulino | Atletiek | 400 m (v)                | 9 augustus 2024 |
|          |                   |          |                          |                 |
| Brons    | Junior Alcántara  | Boksen   | Vlieggewicht -51 kg (m)  | 4 augustus 2024 |
| Brons    | Cristian Pinales  | Boksen   | Middengewicht -80 kg (m) | 4 augustus 2024 |

## Aantal Deelnemers
Hieronder volgt een overzicht van de atleten die zich kwalificeerden voor de Olympische Zomerspelen van 2024.
| Sport          | Mannen | Vrouwen | Totaal |
| -------------- | ------ | ------- | ------ |
| Atletiek       | 5      | 4       | 9      |
| Boksen         | 2      | 1       | 3      |
| Gewichtheffen  | 0      | 3       | 3      |
| Gymnastiek     | 1      | 0       | 1      |
| Judo           | 1      | 1       | 2      |
| Paardensport   | 0      | 1       | 1      |
| Schietsport    | 1      | 0       | 1      |
| Schoonspringen | 2      | 1       | 3      |
| Taekwondo      | 1      | 1       | 2      |
| Voetbal        | 18     | 0       | 18     |
| Volleybal      | 0      | 12      | 12     |
| Worstelen      | 1      | 0       | 1      |
| Zwemmen        | 1      | 1       | 2      |
| Totaal         | 33     | 25      | 58     |

## Deelnemers en Resultaten

### Atletiek

#### Loopnummers
Mannen
| atleet           | onderdeel    | voorronde | voorronde | series   | series | herkansingen   | herkansingen   | halve finale   | halve finale   | finale         | finale         |
| atleet           | onderdeel    | tijd      | rang      | tijd     | rang   | tijd           | rang           | tijd           | rang           | tijd           | rang           |
| ---------------- | ------------ | --------- | --------- | -------- | ------ | -------------- | -------------- | -------------- | -------------- | -------------- | -------------- |
| José González    | 100 m        | bye       | bye       | 10,40    | 8      | n.v.t.         | n.v.t.         | niet geplaatst | niet geplaatst | niet geplaatst | niet geplaatst |
| José González    | 200 m        | n.v.t.    | n.v.t.    | DNS      | DNS    | niet geplaatst | niet geplaatst | niet geplaatst | niet geplaatst | niet geplaatst | niet geplaatst |
| Alexander Ogando | 200 m        | n.v.t.    | n.v.t.    | 20,04    | 2 Q    | bye            | bye            | 20,09          | 2 Q            | 20,02          | 5              |
| Alexander Ogando | 400 m        | n.v.t.    | n.v.t.    | 45,11 SB | 5 H    | DNS            | DNS            | niet geplaatst | niet geplaatst | niet geplaatst | niet geplaatst |
| Yeral Nuñez      | 400 m horden | n.v.t.    | n.v.t.    | 48,67    | 4 H    | 53,68          | 5              | niet geplaatst | niet geplaatst | niet geplaatst | niet geplaatst |

Vrouwen
| atlete            | onderdeel | series | series | herkansingen | herkansingen | halve finale | halve finale | finale   | finale |
| atlete            | onderdeel | tijd   | rang   | tijd         | rang         | tijd         | rang         | tijd     | rang   |
| ----------------- | --------- | ------ | ------ | ------------ | ------------ | ------------ | ------------ | -------- | ------ |
| Marileidy Paulino | 400 m     | 49,42  | 1 Q    | bye          | bye          | 49,21        | 2 Q          | 48,17 OR | Goud   |

Gemengd
| atleten                                                                                        | onderdeel | series  | series | finale         | finale         |
| atleten                                                                                        | onderdeel | tijd    | rang   | tijd           | rang           |
| ---------------------------------------------------------------------------------------------- | --------- | ------- | ------ | -------------- | -------------- |
| Robert King (atleet) Yeral Nuñez Erick Sánchez Anabel Medina Milagros Durán Franchina Martínez | 4x400m    | 3.18,39 | 8      | niet geplaatst | niet geplaatst |

### Boksen
Mannen
| atleet           | onderdeel     | eerste ronde         | tweede ronde         | kwartfinale          | halve finale         | finale               | rang  |
| atleet           | onderdeel     | tegenstander uitslag | tegenstander uitslag | tegenstander uitslag | tegenstander uitslag | tegenstander uitslag | rang  |
| ---------------- | ------------- | -------------------- | -------------------- | -------------------- | -------------------- | -------------------- | ----- |
| Junior Alcántara | vlieggewicht  | bye                  | Huseynov W 5 - 0     | Lozano W 3 - 2       | Bennama V 0 - 5      | niet geplaatst       | Brons |
| Cristian Pinales | middelgewicht | Jongjoho W 5 - 0     | Tanglatihan W 5 - 0  | Veočić W 5 - 0       | Oralbay V 2 - 3      | niet geplaatst       | Brons |

Vrouwen
| atleet        | onderdeel     | eerste ronde         | tweede ronde         | kwartfinale          | halve finale         | finale               | rang           |
| atleet        | onderdeel     | tegenstander uitslag | tegenstander uitslag | tegenstander uitslag | tegenstander uitslag | tegenstander uitslag | rang           |
| ------------- | ------------- | -------------------- | -------------------- | -------------------- | -------------------- | -------------------- | -------------- |
| María Moronta | weltergewicht | Chen N-c V 1 - 4     | niet geplaatst       | niet geplaatst       | niet geplaatst       | niet geplaatst       | niet geplaatst |

### Gewichtheffen
Vrouwen
| atlete                             | onderdeel | trekken | trekken | stoten | stoten | totaal | rang |
| atlete                             | onderdeel | score   | rang    | score  | rang   | totaal | rang |
| ---------------------------------- | --------- | ------- | ------- | ------ | ------ | ------ | ---- |
| Beatriz Elizabeth Pirón Candelario | -49 kg    | 85      | 6       | 107    | 7      | 192    | 7    |
| Yudelina Mejía                     | -81 kg    | 111     | 5       | 145    | 3      | 256    | 5    |
| Crismery Santana                   | +81 kg    | 118     | 7       | 140    | 11     | 258    | 9    |

### Gymnastiek

#### Turnen
Mannen
| atleet           | onderdeel | kwalificatie | kwalificatie | kwalificatie | kwalificatie | kwalificatie | kwalificatie | kwalificatie | kwalificatie | finale  | finale  | finale  | finale         | finale  | finale         | finale | finale         |
| atleet           | onderdeel | toestel      | toestel      | toestel      | toestel      | toestel      | toestel      | totaal       | positie      | toestel | toestel | toestel | toestel        | toestel | toestel        | totaal | positie        |
| atleet           | onderdeel | vloer        | voltige      | ringen       | sprong       | brug         | rekstok      | totaal       | positie      | vloer   | voltige | ringen  | sprong         | brug    | rekstok        | totaal | positie        |
| ---------------- | --------- | ------------ | ------------ | ------------ | ------------ | ------------ | ------------ | ------------ | ------------ | ------- | ------- | ------- | -------------- | ------- | -------------- | ------ | -------------- |
| Audrys Nin Reyes | sprong    | n.v.t.       | n.v.t.       | n.v.t.       | 13,983       | n.v.t.       | n.v.t.       | n.v.t.       | 16           | n.v.t.  | n.v.t.  | n.v.t.  | niet geplaatst | n.v.t.  | n.v.t.         | n.v.t. | niet geplaatst |
| Audrys Nin Reyes | rekstok   | n.v.t.       | n.v.t.       | n.v.t.       | n.v.t.       | n.v.t.       | 11,400       | n.v.t.       | 66           | n.v.t.  | n.v.t.  | n.v.t.  | n.v.t.         | n.v.t.  | niet geplaatst | n.v.t. | niet geplaatst |

### Judo
Mannen
| atleet            | onderdeel | eerste ronde         | tweede ronde         | derde ronde          | kwartfinale          | halve finale         | herkansing           | finale / BM          | finale / BM    |
| atleet            | onderdeel | tegenstander uitslag | tegenstander uitslag | tegenstander uitslag | tegenstander uitslag | tegenstander uitslag | tegenstander uitslag | tegenstander uitslag | rang           |
| ----------------- | --------- | -------------------- | -------------------- | -------------------- | -------------------- | -------------------- | -------------------- | -------------------- | -------------- |
| Robert Florentino | −90 kg    | n.v.t.               | Tselidis V 00 - 10   | niet geplaatst       | niet geplaatst       | niet geplaatst       | niet geplaatst       | niet geplaatst       | niet geplaatst |

Vrouwen
| atleet        | onderdeel | eerste ronde         | tweede ronde                 | derde ronde          | kwartfinale          | halve finale         | herkansing           | finale / BM          | finale / BM    |
| atleet        | onderdeel | tegenstander uitslag | tegenstander uitslag         | tegenstander uitslag | tegenstander uitslag | tegenstander uitslag | tegenstander uitslag | tegenstander uitslag | rang           |
| ------------- | --------- | -------------------- | ---------------------------- | -------------------- | -------------------- | -------------------- | -------------------- | -------------------- | -------------- |
| Moira Morillo | +78 kg    | n.v.t.               | EOR Barbari Zharfi W 10 - 00 | Kim H-y V 00 - 10    | niet geplaatst       | niet geplaatst       | niet geplaatst       | niet geplaatst       | niet geplaatst |

### Paardensport

#### Dressuur
| ruiter                | paard      | onderdeel   | Grand Prix | Grand Prix | Grand Prix Special | Grand Prix Special | Grand Prix Freestyle | Grand Prix Freestyle | totaal         | totaal         |
| ruiter                | paard      | onderdeel   | score      | rang       | score              | rang               | technisch            | artistiek            | uitslag        | rang           |
| --------------------- | ---------- | ----------- | ---------- | ---------- | ------------------ | ------------------ | -------------------- | -------------------- | -------------- | -------------- |
| Yvonne Losos de Muñiz | Aquamarijn | individueel | 61,211     | 57         |                    |                    | niet geplaatst       | niet geplaatst       | niet geplaatst | niet geplaatst |

### Schietsport
Mannen
| atleet          | onderdeel | kwalificaties | kwalificaties | finale         | finale         |
| atleet          | onderdeel | punten        | rang          | punten         | rang           |
| --------------- | --------- | ------------- | ------------- | -------------- | -------------- |
| Eduardo Lorenzo | trap      | 119           | 20            | niet geplaatst | niet geplaatst |

### Schoonspringen
Mannen
| atleet             | onderdeel | series | series | halve finale   | halve finale   | finale         | finale         |
| atleet             | onderdeel | punten | rang   | punten         | rang           | punten         | rang           |
| ------------------ | --------- | ------ | ------ | -------------- | -------------- | -------------- | -------------- |
| Frandiel Gómez     | 3 m plank | 317,40 | 23     | niet geplaatst | niet geplaatst | niet geplaatst | niet geplaatst |
| Jonathan Ruvalcaba | 3 m plank | 363,15 | 18 Q   | 416,20         | 12 Q           | 393,65         | 9              |

Vrouwen
| atlete         | onderdeel  | series | series | halve finale   | halve finale   | finale         | finale         |
| atlete         | onderdeel  | punten | rang   | punten         | rang           | punten         | rang           |
| -------------- | ---------- | ------ | ------ | -------------- | -------------- | -------------- | -------------- |
| Victoria Garza | 10 m toren | 226,80 | 27     | niet geplaatst | niet geplaatst | niet geplaatst | niet geplaatst |

### Taekwondo
Mannen
| atleet       | onderdeel | kwalificatie         | eerste ronde         | kwartfinale          | halve finale         | herkansing           | finale / BM          | finale / BM    |
| atleet       | onderdeel | tegenstander uitslag | tegenstander uitslag | tegenstander uitslag | tegenstander uitslag | tegenstander uitslag | tegenstander uitslag | rang           |
| ------------ | --------- | -------------------- | -------------------- | -------------------- | -------------------- | -------------------- | -------------------- | -------------- |
| Bernardo Pié | -68 kg    | bye                  | Golubić V 0 -2       | niet geplaatst       | niet geplaatst       | niet geplaatst       | niet geplaatst       | niet geplaatst |

Vrouwen
| atleet            | onderdeel | kwalificatie         | eerste ronde         | kwartfinale          | halve finale         | herkansing           | finale / BM          | finale / BM    |
| atleet            | onderdeel | tegenstander uitslag | tegenstander uitslag | tegenstander uitslag | tegenstander uitslag | tegenstander uitslag | tegenstander uitslag | rang           |
| ----------------- | --------- | -------------------- | -------------------- | -------------------- | -------------------- | -------------------- | -------------------- | -------------- |
| Madelyn Rodríguez | -67 kg    | n.v.t.               | Chaâri V 0 - 2       | niet geplaatst       | niet geplaatst       | niet geplaatst       | niet geplaatst       | niet geplaatst |

### Voetbal

#### Mannen
| Atleten | Discipline | Resultaat  | Prestatie |
| --- | ---------- | ---------- | --------- |
| Enrique Bösl Xavier Valdez Joao Urbáez Thomas Jungbauer Francisco Marizán Edgar Pujol Nelson Lemaire Luiyi de Lucas Omar de la Cruz Fabian Messina Ángel Montes de Oca Heinz Mörschel Edison Azcona Josué Báez Nowend Lorenzo Rafael Núñez José de León Oscar Ureña Peter González | mannen     | groepsfase | zie onder |

| Groep C |                        |             |             |             |             |            |            |            |        |
| #       | Land                   | Wedstrijden | Wedstrijden | Wedstrijden | Wedstrijden | Doelpunten | Doelpunten | Doelpunten | Punten |
| #       | Land                   | G           | W           | G           | V           | V          | T          | Saldo      | Punten |
| 1       | Egypte                 | 3           | 2           | 1           | 0           | 3          | 1          | +2         | 7      |
| 2       | Spanje                 | 3           | 2           | 0           | 1           | 6          | 4          | +2         | 6      |
| 3       | Dominicaanse Republiek | 3           | 0           | 2           | 1           | 2          | 4          | -2         | 2      |
| 4       | Oezbekistan            | 3           | 0           | 1           | 2           | 2          | 4          | -2         | 1      |

| groepsfase   |                |                        |                |                        |                |                |                |
| 24 juli 2024 | 17:00          | Egypte                 | 0 - 0          | Dominicaanse Republiek |                |                |                |
| 27 juli 2024 | 15:00          | Dominicaanse Republiek | 1 - 3          | Spanje                 |                |                |                |
| 30 juli 2024 | 15:00          | Dominicaanse Republiek | 1 - 1          | Oezbekistan            |                |                |                |
|              |                |                        |                |                        |                |                |                |
| kwartfinale  | niet geplaatst | niet geplaatst         | niet geplaatst | niet geplaatst         | niet geplaatst | niet geplaatst | niet geplaatst |
|              |                |                        |                |                        |                |                |                |
| halve finale | niet geplaatst | niet geplaatst         | niet geplaatst | niet geplaatst         | niet geplaatst | niet geplaatst | niet geplaatst |
|              |                |                        |                |                        |                |                |                |
| finale       | niet geplaatst | niet geplaatst         | niet geplaatst | niet geplaatst         | niet geplaatst | niet geplaatst | niet geplaatst |

### Volleybal

#### Vrouwenteam
| Atleten | Discipline | Resultaat | Prestatie |
| --- | ---------- | --------- | --------- |
| Cándida Arias Brenda Castillo Bethania de la Cruz Lisvel Elisa Eve Gaila González Madeline Guillén Niverka Marte Brayelin Martínez Jineiry Martínez Yonkaira Peña Ariana Rodríguez Alondra Tapia | vrouwen    | 8         | zie onder |

| # | Ploeg                  | Punten | Wedstrijden | Wedstrijden | Wedstrijden | Sets | Sets | Sets  |
| # | Ploeg                  | Punten | G           | W           | V           | W    | V    | Ratio |
| - | ---------------------- | ------ | ----------- | ----------- | ----------- | ---- | ---- | ----- |
| 1 | Italië                 | 9      | 3           | 3           | 0           | 9    | 1    | 9.000 |
| 2 | Turkije                | 5      | 3           | 2           | 1           | 6    | 6    | 1.000 |
| 3 | Dominicaanse Republiek | 3      | 3           | 1           | 2           | 5    | 7    | 0.714 |
| 4 | Nederland              | 1      | 3           | 0           | 3           | 3    | 9    | 0.333 |

| groepsfase      |                 |                |                |                        |                        |                |                |
| 28 juli 2024    | 09:00           | Italië         | 3 - 1          | Dominicaanse Republiek |                        |                |                |
| 1 augustus 2024 | 09:00           | Turkije        | 3 - 1          | Dominicaanse Republiek |                        |                |                |
| 3 augustus 2024 | 09:00           | Nederland      | 1 - 3          | Dominicaanse Republiek |                        |                |                |
|                 |                 |                |                |                        |                        |                |                |
| kwartfinale     | 6 augustus 2024 | 13:00          | Brazilië       | 3 - 0                  | Dominicaanse Republiek |                |                |
|                 |                 |                |                |                        |                        |                |                |
| halve finale    | niet geplaatst  | niet geplaatst | niet geplaatst | niet geplaatst         | niet geplaatst         | niet geplaatst | niet geplaatst |
|                 |                 |                |                |                        |                        |                |                |
| finale          | niet geplaatst  | niet geplaatst | niet geplaatst | niet geplaatst         | niet geplaatst         | niet geplaatst | niet geplaatst |

### Worstelen

#### Vrije stijl
Mannen
| atleet            | onderdeel | eerste ronde         | kwartfinale          | halve finale         | herkansing           | finale / BM          | finale / BM    |
| atleet            | onderdeel | tegenstander uitslag | tegenstander uitslag | tegenstander uitslag | tegenstander uitslag | tegenstander uitslag | rang           |
| ----------------- | --------- | -------------------- | -------------------- | -------------------- | -------------------- | -------------------- | -------------- |
| Luis Miguel Pérez | −97 kg    | Magomedov V 0 - 9PO  | niet geplaatst       | niet geplaatst       | niet geplaatst       | niet geplaatst       | niet geplaatst |

### Zwemmen
Mannen
| atleet       | onderdeel        | series | series | halve finale   | halve finale   | finale         | finale         |
| atleet       | onderdeel        | tijd   | rang   | tijd           | rang           | tijd           | rang           |
| ------------ | ---------------- | ------ | ------ | -------------- | -------------- | -------------- | -------------- |
| Javier Núñez | 100 m vrije slag | 51,55  | 57     | niet geplaatst | niet geplaatst | niet geplaatst | niet geplaatst |

Vrouwen
| atlete            | onderdeel     | series  | series | halve finale   | halve finale   | finale         | finale         |
| atlete            | onderdeel     | tijd    | rang   | tijd           | rang           | tijd           | rang           |
| ----------------- | ------------- | ------- | ------ | -------------- | -------------- | -------------- | -------------- |
| Elizabeth Jiménez | 100 m rugslag | 1.04,99 | 33     | niet geplaatst | niet geplaatst | niet geplaatst | niet geplaatst |